# Barker (Contea di Niagara, New York)
Barker è un villaggio degli Stati Uniti d'America, situato nello stato di New York, nella contea di Niagara.